# Ariana Grande at the BBC
Ariana Grande at the BBC (en español, Ariana Grande en la BBC) es un especial de televisión de la cadena BBC con la cantante y compositora estadounidense Ariana Grande. Grande interpretó trece canciones durante el especial de una hora, y fue entrevistada por Davina McCall. El programa se anunció el 31 de agosto de 2018, se registró el 6 de septiembre y se emitió el 1 de noviembre. El especial también se transmitió en Francia el 19 de diciembre de 2018 en NRJ.[cita requerida]

## Programa
Grande interpretó las siguientes canciones, respaldadas por una orquesta femenina:
- «No Tears Left to Cry»
- «Dangerous Woman»
- «Breathin»
- «Goodnight n Go»
- «R.E.M»
- «Only 1»
- «God Is a Woman»
- «Love Me Harder»
- «One Last Time»

Grande también interpretó «Better Off», «Pete Davidson», «Get Well Soon» y una versión de «Them Changes» de Thundercat durante la grabación, finalmente, estas actuaciones no se mostraron en el especial. Sin embargo, una versión editada del especial donde se mostraron las canciones eliminadas mientras se cortaron las entrevistas se mostró en transmisiones y plataformas de televisión internacionales.
Durante la entrevista, Grande y McCall hablaron sobre una variedad de temas, entre ellos el atentado de Mánchester Arena en mayo de 2017, su cuarto álbum de estudio, Sweetener, y la salud mental de la cantante.

## Audiencia y recepción
Según la BBC, al menos 1,4 millones vieron el programa. Adam White de The Telegraph calificó al especial con cuatro estrellas de cinco.

## Créditos y personal
El especial fue producido por Livewire Pictures, con Anouk Fontaine y Guy Freeman como productores ejecutivos. El programa estuvo a cargo de Jan Younghusband y Charlotte Moore.